# Tratado sobre os Princípios do Conhecimento Humano

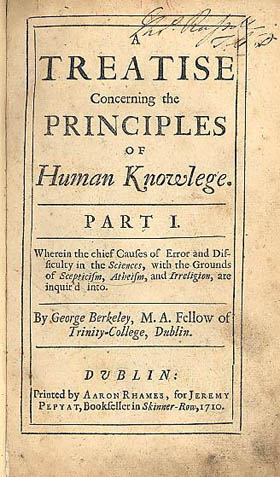
Treatise Concerning the Principles of Human Knowledge

O Tratado sobre os Princípios do Conhecimento Humano (no original, Treatise Concerning the Principles of Human Knowledge) é uma obra de 1710 da autoria do filósofo empiricista anglo-irlandês George Berkeley. O livro tenta refutar as afirmações feitas pelo seu contemporâneo John Locke sobre a natureza da percepção humana. Berkeley defendia que o mundo exterior era apenas composto por ideias assim como as minhas percepções deste mundo. Berkeley baseou-se na concepção de que "as ideias apenas podem se assemelhar a ideias" — as ideias mentais que possuímos apenas podem se assemelhar a outras ideias (não a objectos físicos) e portanto o mundo independente de nós consistia não de formas físicas, mas de ideias. A esse mundo era dada lógica e regularidade, algo continua a existir mesmo se ninguém o perceber, por causa de uma outra mente constante que Berkeley concluiu ser Deus.